# Тренель (Франция)
Трене́ль (фр. Traînel) — коммуна во Франции, находится в регионе Шампань — Арденны. Департамент — Об. Входит в состав кантона Ножан-сюр-Сен. Округ коммуны — Ножан-сюр-Сен.
Код INSEE коммуны — 10382.
Коммуна расположена приблизительно в 95 км к юго-востоку от Парижа, в 95 км юго-западнее Шалон-ан-Шампани, в 50 км к западу от Труа.

## Население
Население коммуны на 2008 год составляло 1036 человек.
| 1962 | 1968 | 1975 | 1982 | 1990 | 1999 | 2008 |
| ---- | ---- | ---- | ---- | ---- | ---- | ---- |
| 818  | 844  | 829  | 853  | 847  | 983  | 1036 |

## Экономика
В 2007 году среди 581 человека в трудоспособном возрасте (15—64 лет) 437 были экономически активными, 144 — неактивными (показатель активности — 75,2 %, в 1999 году было 67,7 %). Из 437 активных работали 391 человек (220 мужчин и 171 женщина), безработных было 46 (17 мужчин и 29 женщин). Среди 144 неактивных 32 человека были учениками или студентами, 60 — пенсионерами, 52 были неактивными по другим причинам.